# Oryx Duala
Oryx Club de Douala w skrócie Oryx Douala – kameruński klub piłkarski grający niegdyś w kameruńskiej pierwszej lidze, mający siedzibę w mieście Duala.

## Sukcesy
- Première Division[1]:
  - mistrzostwo (5): 1961, 1963, 1964, 1965, 1967.

- Puchar Kamerunu[2]:
  - zwycięstwo (4): 1956 (przed uzyskaniem niepodległości), 1963, 1968, 1970.
  - finał (1): 1969

- Puchar Afryki Mistrzów Klubowych[3]:
  - zwycięstwo (1): 1965.

## Występy w afrykańskich pucharach
| Sezon     | Rozgrywki       | Runda       | Kraj                          | Klub                | Dom | Wyjazd | Dwumecz |
| --------- | --------------- | ----------- | ----------------------------- | ------------------- | --- | ------ | ------- |
| 1964/1965 | Puchar Mistrzów | wstępna     | Demokratyczna Republika Konga | CS Imana            | 3–2 | 2–2    | 5–4     |
| 1964/1965 | Puchar Mistrzów | półfinał    | Ghana                         | Real Republicans FC | 2–1 | 2–1    | 2–1     |
| 1964/1965 | Puchar Mistrzów | finał       | Mali                          | Stade Malien        | 2–1 | 2–1    | 2–1     |
| 1966      | Puchar Mistrzów | półfinał    | Mali                          | AS Real Bamako      | 2–4 | 2–3    | 4–7     |
| 1968      | Puchar Mistrzów | 1           | Kongo                         | Étoile du Congo     | 4–3 | 2–1    | 6–4     |
| 1968      | Puchar Mistrzów | ćwierćfinał | Demokratyczna Republika Konga | TP Englebert        | 0–2 | 0–3    | 0–5     |

## Stadion
Domowe mecze klub rozgrywa na stadionie o nazwie Stade de la Réunification w Duali. Stadion może pomieścić 30000 widzów.